# Evangelische Kirche (Hatterode)

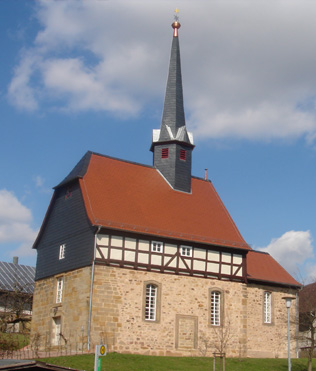
Evangelische Kirche in Hatterode

Die Evangelische Kirche Hatterode ist ein denkmalgeschütztes Kirchengebäude im Ortsteil Hatterode der Großgemeinde Breitenbach am Herzberg im Landkreis Hersfeld-Rotenburg in Hessen. Die selbstständige Kirchengemeinde Hatterode gehört zum Kirchspiel Oberaula-Breitenbach im Kirchenkreis Schwalm-Eder der Evangelischen Kirche von Kurhessen-Waldeck.

## Beschreibung
Über Teilen des hochmittelalterlichen Vorgängerbaus wurde 1495 eine Saalkirche mit einem rechteckigen Kirchenschiff und einem leicht eingezogenen Chor aus Bruchsteinen gebaut. Das Kirchenschiff hat ein Obergeschoss aus Holzfachwerk, das als Speicher dient. Aus dem Satteldach des Kirchenschiffs, das im Westen einen Krüppelwalm hat, erhebt sich im Osten ein sechseckiger, verschieferter Dachreiter, auf dem ein spitzer Helm sitzt. Er wurde im Rahmen des Dorferneuerung neu gestaltet.
Der Innenraum, dessen Flachdecke von zwei Stützen getragen wird, hat im 18. Jahrhundert an beiden Längsseiten Emporen erhalten. Die Kanzel stammt aus dem 17. Jahrhundert. Die Orgel steht auf einer Empore im Chor. Die westliche Wand wurde 1852 aus Quadermauerwerk erneuert.